# Lista echipelor invincibile la Campionatul Mondial de Fotbal
Aceasta este lista tuturor echipelor naționale de fotbal care nu au suferit nici o înfrângere pe durata unei ediții la Campionatul Mondial de Fotbal. Lista include atât echipele neînvinse în turneul final al Campionatului Mondial, cât și pe cele fără vreo înfrangere în Calificările pentru Campionatul Mondial de Fotbal.
Meciurile decise în urma loviturilor de departajare sunt considerate remize ci nu înfrângeri.
Toate câștigătoarele Campionatului Mondial au fost invincibile în turneul final, înafară de patru echipe: Germania de Vest în 1954 și again în 1974; Argentina în 1978; și Spania în 2010.
O parte din echipele listate mai jos au fost eliminate de la turneul final sau din preliminarii fără a pierde vreun meci. Eliminarea lor din competiție a survenit din diverse motive: retragere, număr inferior de puncte, golaveraj inferior în grupă; exces de remize, regula golului marcat în deplasare, sau eliminare prin lovituri de departajare.

## Statistici generale
Brazilia a rămas neînfrântă în 7 ediții ale turneului final al Campionatului Mondial, mai mult decât oricare altă echipă, incluzând fiecare din cele 5 turnee în care au devenit campioni mondiali. Urmează Italia, invincibilă la 6 turnee, și Anglia e a treia, fiind invincibilă la trei campionate.
Germania (incluzând Germania de Vest) deține recordul de a fi invincibilă în 10 campanii preliminare ale Campionatului Mondial. De menționat că Germania a pierdut doar două meciuri în istorie, în calificările pentru Campionatul Mondial: primul - contra Portugaliaiei în 1985, și al doilea cu Anglia în 2001.
Următoarele echipe nu au suferit nici o înfrângere pe durata unui ciclu întreg al Campionatului Mondial de Fotbal (preliminarii și turneul final).
- Italia în 1934 și 1998; Brazilia în 1958, 1970, 1978 și 1986; Germania de Vest în 1990; Spania în 2002; și Franța în 2006 all remained unbeaten during both the qualification și the finals (in 1970 Brazilia actually did not record any draws either, managing to win every single match en route to the title).
- Uruguay în 1930; Italia în 1938 și 1990; Brazilia în 1962; Anglia în 1966; Mexic în 1986; și Franța în 1998 - toate nu au trecut prin turnee de calificări, și nu au pierdut nici un joc în turneele finale (Uruguay în 1930 și Italia în 1938 nici remize măcar nu au făcut).
- Uruguay în 1950 s-a calificat fără a juca vreun meci datorită faptului că s-au retras adversarele, și nu au pierdut nici un joc în turneul final.
- Multe echipe rămân a fi invincibile în campaniile preliminare dar niciodată nu au ajuns în turneul final.

## Legendă pentru tabele
| Colorare                                                     |
| ------------------------------------------------------------ |
| Fundal auriu: Echipa a fost neînvinsă în turneul final       |
| Fundal albastru pal: Echipa a fost neînvinsă în preliminarii |

- Coloana Rezultat indică clasarea echipei în turneul final: 1 = campion, 2 = locul doi, 3 = locul trei, 4 = locul patru, 1/4 = sferturi de finală, 1/8 = optimi de finală, G = faza grupelor, G2 = a doua fază a grupelor din două, G1 = prima fază a grupelor din două.
- Alte coloane: M = meciuri jucate, V = victorii, R = remize, Î = înfrângeri, GM = goluri marcate, GP = goluri primite.
- Coloana Surclasată de indică care adversar a acces mai departe în dauna echipei în cauză.

## Echipe invincibile după turneu

### 1930
| Echipa  | Turneu final | Turneu final | Turneu final | Turneu final | Turneu final | Turneu final | Turneu final | Preliminarii       | Preliminarii       | Preliminarii       | Preliminarii       | Preliminarii       | Preliminarii       | Modul de eliminare a echipei | Modul de eliminare a echipei |
| Echipa  | Result       | M            | V            | R            | Î            | GM           | GP           | M                  | V                  | R                  | Î                  | GM                 | GP                 | Mod de pierdere              | Surclasată de                |
| ------- | ------------ | ------------ | ------------ | ------------ | ------------ | ------------ | ------------ | ------------------ | ------------------ | ------------------ | ------------------ | ------------------ | ------------------ | ---------------------------- | ---------------------------- |
| Uruguay | 1            | 4            | 4            | 0            | 0            | 15           | 3            | calificată automat | calificată automat | calificată automat | calificată automat | calificată automat | calificată automat | —                            | —                            |

### 1934
| Echipa                     | Turneu final | Turneu final | Turneu final | Turneu final | Turneu final | Turneu final | Turneu final | Preliminarii | Preliminarii | Preliminarii | Preliminarii | Preliminarii | Preliminarii | Modul de eliminare a echipei | Modul de eliminare a echipei |
| Echipa                     | Result       | M            | V            | R            | Î            | GM           | GP           | M            | V            | R            | Î            | GM           | GP           | Mod de pierdere              | Surclasată de                |
| -------------------------- | ------------ | ------------ | ------------ | ------------ | ------------ | ------------ | ------------ | ------------ | ------------ | ------------ | ------------ | ------------ | ------------ | ---------------------------- | ---------------------------- |
| Italia                     | 1            | 5            | 4            | 1            | 0            | 12           | 3            | 1            | 1            | 0            | 0            | 4            | 0            | —                            | —                            |
| Cehoslovacia               | 2            | 4            | 3            | 0            | 1            | 9            | 6            | 2            | 2            | 0            | 0            | 4            | 1            | prelungiri                   | Italia                       |
| Germania                   | 3            | 4            | 3            | 0            | 1            | 11           | 8            | 1            | 1            | 0            | 0            | 9            | 1            | timp regulamentar            | Cehoslovacia                 |
| Austria                    | 4            | 4            | 2            | 0            | 2            | 7            | 7            | 1            | 1            | 0            | 0            | 6            | 1            | timp regulamentar            | Italia                       |
| Spania                     | 1/4          | 3            | 1            | 1            | 1            | 4            | 3            | 2            | 2            | 0            | 0            | 11           | 1            | rejucare                     | Italia                       |
| Ungaria                    | 1/4          | 2            | 1            | 0            | 1            | 5            | 4            | 2            | 2            | 0            | 0            | 8            | 2            | timp regulamentar            | Austria                      |
| Elveția                    | 1/4          | 2            | 1            | 0            | 1            | 5            | 5            | 2            | 1            | 1            | 0            | 4            | 2            | timp regulamentar            | Cehoslovacia                 |
| Suedia                     | 1/4          | 2            | 1            | 0            | 1            | 4            | 4            | 2            | 2            | 0            | 0            | 8            | 2            | timp regulamentar            | Germania                     |
| Țările de Jos              | 1/8          | 1            | 0            | 0            | 1            | 2            | 3            | 2            | 2            | 0            | 0            | 9            | 4            | timp regulamentar            | Elveția                      |
| Franța                     | 1/8          | 1            | 0            | 0            | 1            | 2            | 3            | 1            | 1            | 0            | 0            | 6            | 1            | prelungiri                   | Austria                      |
| Egipt                      | 1/8          | 1            | 0            | 0            | 1            | 2            | 4            | 2            | 2            | 0            | 0            | 11           | 2            | timp regulamentar            | Ungaria                      |
| Statele Unite ale Americii | 1/8          | 1            | 0            | 0            | 1            | 1            | 7            | 1            | 1            | 0            | 0            | 4            | 2            | timp regulamentar            | Italia                       |

### 1938
| Echipa        | Turneu final           | Turneu final           | Turneu final           | Turneu final           | Turneu final           | Turneu final           | Turneu final           | Preliminarii       | Preliminarii       | Preliminarii       | Preliminarii       | Preliminarii       | Preliminarii       | Modul de eliminare a echipei | Modul de eliminare a echipei |
| Echipa        | Result                 | M                      | V                      | R                      | Î                      | GM                     | GP                     | M                  | V                  | R                  | Î                  | GM                 | GP                 | Mod de pierdere              | Surclasată de                |
| ------------- | ---------------------- | ---------------------- | ---------------------- | ---------------------- | ---------------------- | ---------------------- | ---------------------- | ------------------ | ------------------ | ------------------ | ------------------ | ------------------ | ------------------ | ---------------------------- | ---------------------------- |
| Italia        | 1                      | 4                      | 4                      | 0                      | 0                      | 11                     | 5                      | calificată automat | calificată automat | calificată automat | calificată automat | calificată automat | calificată automat | —                            | —                            |
| Ungaria       | 2                      | 4                      | 3                      | 0                      | 1                      | 15                     | 5                      | 1                  | 1                  | 0                  | 0                  | 11                 | 1                  | timp regulamentar            | Italia                       |
| Cehoslovacia  | 1/4                    | 3                      | 1                      | 1                      | 1                      | 5                      | 3                      | 2                  | 1                  | 1                  | 0                  | 7                  | 1                  | rejucare                     | Brazilia                     |
| Elveția       | 1/4                    | 3                      | 1                      | 1                      | 1                      | 5                      | 5                      | 1                  | 1                  | 0                  | 0                  | 2                  | 1                  | timp regulamentar            | Ungaria                      |
| Germania      | 1/8                    | 2                      | 0                      | 1                      | 1                      | 3                      | 5                      | 3                  | 3                  | 0                  | 0                  | 11                 | 1                  | rejucare                     | Elveția                      |
| Norvegia      | 1/8                    | 1                      | 0                      | 0                      | 1                      | 1                      | 2                      | 2                  | 1                  | 1                  | 0                  | 6                  | 5                  | prelungiri                   | Italia                       |
| Belgia        | 1/8                    | 1                      | 0                      | 0                      | 1                      | 1                      | 3                      | 2                  | 1                  | 1                  | 0                  | 4                  | 3                  | timp regulamentar            | Franța                       |
| Țările de Jos | 1/8                    | 1                      | 0                      | 0                      | 1                      | 0                      | 3                      | 2                  | 1                  | 1                  | 0                  | 5                  | 1                  | prelungiri                   | Cehoslovacia                 |
| Austria       | calificată dar retrasă | calificată dar retrasă | calificată dar retrasă | calificată dar retrasă | calificată dar retrasă | calificată dar retrasă | calificată dar retrasă | 1                  | 1                  | 0                  | 0                  | 2                  | 1                  | retragere                    | Suedia                       |

### 1950
| Echipa     | Turneu final           | Turneu final           | Turneu final           | Turneu final           | Turneu final           | Turneu final           | Turneu final           | Preliminarii          | Preliminarii          | Preliminarii          | Preliminarii          | Preliminarii          | Preliminarii          | Modul de eliminare a echipei | Modul de eliminare a echipei |
| Echipa     | Result                 | M                      | V                      | R                      | Î                      | GM                     | GP                     | M                     | V                     | R                     | Î                     | GM                    | GP                    | Mod de pierdere              | Surclasată de                |
| ---------- | ---------------------- | ---------------------- | ---------------------- | ---------------------- | ---------------------- | ---------------------- | ---------------------- | --------------------- | --------------------- | --------------------- | --------------------- | --------------------- | --------------------- | ---------------------------- | ---------------------------- |
| Uruguay    | 1                      | 4                      | 3                      | 1                      | 0                      | 15                     | 5                      | qualified by walkover | qualified by walkover | qualified by walkover | qualified by walkover | qualified by walkover | qualified by walkover | —                            | —                            |
| Suedia     | 3                      | 5                      | 2                      | 1                      | 2                      | 11                     | 15                     | 2                     | 2                     | 0                     | 0                     | 6                     | 2                     | puncte                       | Uruguay                      |
| Spania     | 4                      | 6                      | 3                      | 1                      | 2                      | 10                     | 12                     | 2                     | 1                     | 1                     | 0                     | 7                     | 3                     | puncte                       | Uruguay                      |
| Iugoslavia | G                      | 3                      | 2                      | 0                      | 1                      | 7                      | 3                      | 5                     | 3                     | 2                     | 0                     | 16                    | 6                     | puncte                       | Brazilia                     |
| Elveția    | G                      | 3                      | 1                      | 1                      | 1                      | 4                      | 6                      | 2                     | 2                     | 0                     | 0                     | 8                     | 4                     | puncte                       | Brazilia                     |
| Anglia     | G                      | 3                      | 1                      | 0                      | 2                      | 2                      | 2                      | 3                     | 3                     | 0                     | 0                     | 14                    | 3                     | puncte                       | Spania                       |
| Mexic      | G                      | 3                      | 0                      | 0                      | 3                      | 2                      | 10                     | 4                     | 4                     | 0                     | 0                     | 17                    | 2                     | puncte                       | Brazilia                     |
| Turcia     | calificată dar retrasă | calificată dar retrasă | calificată dar retrasă | calificată dar retrasă | calificată dar retrasă | calificată dar retrasă | calificată dar retrasă | 1                     | 1                     | 0                     | 0                     | 7                     | 0                     | retragere                    | —                            |

### 1954
| Echipa           | Turneu final | Turneu final | Turneu final | Turneu final | Turneu final | Turneu final | Turneu final | Preliminarii | Preliminarii | Preliminarii | Preliminarii | Preliminarii | Preliminarii | Modul de eliminare a echipei | Modul de eliminare a echipei |
| Echipa           | Result       | M            | V            | R            | Î            | GM           | GP           | M            | V            | R            | Î            | GM           | GP           | Mod de pierdere              | Surclasată de                |
| ---------------- | ------------ | ------------ | ------------ | ------------ | ------------ | ------------ | ------------ | ------------ | ------------ | ------------ | ------------ | ------------ | ------------ | ---------------------------- | ---------------------------- |
| Germania de Vest | 1            | 6            | 5            | 0            | 1            | 25           | 14           | 4            | 3            | 1            | 0            | 12           | 3            | —                            | —                            |
| Austria          | 3            | 5            | 4            | 0            | 1            | 17           | 12           | 2            | 1            | 1            | 0            | 9            | 1            | timp regulamentar            | Germania de Vest             |
| Brazilia         | 1/4          | 3            | 1            | 1            | 1            | 8            | 5            | 4            | 4            | 0            | 0            | 8            | 1            | timp regulamentar            | Ungaria                      |
| Anglia           | 1/4          | 3            | 1            | 1            | 1            | 8            | 8            | 3            | 3            | 0            | 0            | 11           | 4            | timp regulamentar            | Uruguay                      |
| Iugoslavia       | 1/4          | 3            | 1            | 1            | 1            | 2            | 3            | 4            | 4            | 0            | 0            | 4            | 0            | timp regulamentar            | Germania de Vest             |
| Italia           | G            | 3            | 1            | 0            | 2            | 6            | 7            | 2            | 2            | 0            | 0            | 7            | 2            | play-off                     | Elveția                      |
| Franța           | G            | 2            | 1            | 0            | 1            | 3            | 3            | 4            | 4            | 0            | 0            | 20           | 4            | puncte                       | Brazilia și Iugoslavia       |
| Belgia           | G            | 2            | 0            | 1            | 1            | 5            | 8            | 4            | 3            | 1            | 0            | 11           | 6            | puncte                       | Elveția                      |
| Mexic            | G            | 2            | 0            | 0            | 2            | 2            | 8            | 4            | 4            | 0            | 0            | 19           | 1            | puncte                       | Brazilia și Iugoslavia       |
| Cehoslovacia     | G            | 2            | 0            | 0            | 2            | 0            | 7            | 4            | 3            | 1            | 0            | 5            | 1            | puncte                       | Uruguay și Austria           |
| Coreea de Sud    | G            | 2            | 0            | 0            | 2            | 0            | 16           | 2            | 1            | 1            | 0            | 7            | 3            | puncte                       | Germania de Vest             |

### 1958
| Echipa     | Turneu final           | Turneu final           | Turneu final           | Turneu final           | Turneu final           | Turneu final           | Turneu final           | Preliminarii | Preliminarii | Preliminarii | Preliminarii | Preliminarii | Preliminarii | Modul de eliminare a echipei | Modul de eliminare a echipei |
| Echipa     | Result                 | M                      | V                      | R                      | Î                      | GM                     | GP                     | M            | V            | R            | Î            | GM           | GP           | Mod de pierdere              | Surclasată de                |
| ---------- | ---------------------- | ---------------------- | ---------------------- | ---------------------- | ---------------------- | ---------------------- | ---------------------- | ------------ | ------------ | ------------ | ------------ | ------------ | ------------ | ---------------------------- | ---------------------------- |
| Brazilia   | 1                      | 6                      | 5                      | 1                      | 0                      | 16                     | 4                      | 2            | 1            | 1            | 0            | 2            | 1            | —                            | —                            |
| Franța     | 3                      | 6                      | 4                      | 0                      | 2                      | 23                     | 15                     | 4            | 3            | 1            | 0            | 19           | 4            | timp regulamentar            | Brazilia                     |
| Iugoslavia | 1/4                    | 4                      | 1                      | 2                      | 1                      | 7                      | 7                      | 4            | 2            | 2            | 0            | 7            | 2            | timp regulamentar            | Germania de Vest             |
| Anglia     | G                      | 4                      | 0                      | 3                      | 1                      | 4                      | 5                      | 4            | 3            | 1            | 0            | 15           | 5            | play-off                     | Uniunea Sovietică            |
| Austria    | G                      | 3                      | 0                      | 1                      | 2                      | 2                      | 7                      | 4            | 3            | 1            | 0            | 14           | 3            | puncte                       | Uniunea Sovietică            |
| Mexic      | G                      | 3                      | 0                      | 1                      | 2                      | 1                      | 8                      | 6            | 5            | 1            | 0            | 21           | 3            | puncte                       | Țara Galilor                 |
| Sudan      | retrasă din calificări | retrasă din calificări | retrasă din calificări | retrasă din calificări | retrasă din calificări | retrasă din calificări | retrasă din calificări | 2            | 1            | 1            | 0            | 2            | 1            | retragere                    | Israel                       |

### 1962
| Echipa            | Turneu final | Turneu final | Turneu final | Turneu final | Turneu final | Turneu final | Turneu final | Preliminarii       | Preliminarii       | Preliminarii       | Preliminarii       | Preliminarii       | Preliminarii       | Modul de eliminare a echipei | Modul de eliminare a echipei |
| Echipa            | Result       | M            | V            | R            | Î            | GM           | GP           | M                  | V                  | R                  | Î                  | GM                 | GP                 | Mod de pierdere              | Surclasată de                |
| ----------------- | ------------ | ------------ | ------------ | ------------ | ------------ | ------------ | ------------ | ------------------ | ------------------ | ------------------ | ------------------ | ------------------ | ------------------ | ---------------------------- | ---------------------------- |
| Brazilia          | 1            | 6            | 5            | 1            | 0            | 14           | 5            | calificată automat | calificată automat | calificată automat | calificată automat | calificată automat | calificată automat | —                            | —                            |
| Iugoslavia        | 4            | 6            | 3            | 0            | 3            | 10           | 7            | 4                  | 3                  | 1                  | 0                  | 11                 | 4                  | timp regulamentar            | Cehoslovacia                 |
| Ungaria           | 1/4          | 4            | 2            | 1            | 1            | 8            | 3            | 4                  | 3                  | 1                  | 0                  | 11                 | 5                  | timp regulamentar            | Cehoslovacia                 |
| Uniunea Sovietică | 1/4          | 4            | 2            | 1            | 1            | 9            | 7            | 4                  | 4                  | 0                  | 0                  | 11                 | 3                  | timp regulamentar            | Chile                        |
| Germania de Vest  | 1/4          | 4            | 2            | 1            | 1            | 4            | 2            | 4                  | 4                  | 0                  | 0                  | 11                 | 5                  | timp regulamentar            | Iugoslavia                   |
| Anglia            | 1/4          | 4            | 1            | 1            | 2            | 5            | 6            | 4                  | 3                  | 1                  | 0                  | 16                 | 2                  | timp regulamentar            | Brazilia                     |
| Italia            | G            | 3            | 1            | 1            | 1            | 3            | 2            | 2                  | 2                  | 0                  | 0                  | 10                 | 2                  | puncte                       | Chile                        |
| Argentina         | G            | 3            | 1            | 1            | 1            | 2            | 3            | 2                  | 2                  | 0                  | 0                  | 11                 | 3                  | golaveraj                    | Anglia                       |
| Spania            | G            | 3            | 1            | 0            | 2            | 2            | 3            | 4                  | 3                  | 1                  | 0                  | 7                  | 4                  | puncte                       | Cehoslovacia                 |
| Uruguay           | G            | 3            | 1            | 0            | 2            | 4            | 6            | 2                  | 1                  | 1                  | 0                  | 3                  | 2                  | puncte                       | Iugoslavia                   |
| Columbia          | G            | 3            | 0            | 1            | 2            | 5            | 11           | 2                  | 1                  | 1                  | 0                  | 2                  | 1                  | puncte                       | Iugoslavia                   |

### 1966
| Echipa           | Turneu final | Turneu final | Turneu final | Turneu final | Turneu final | Turneu final | Turneu final | Preliminarii       | Preliminarii       | Preliminarii       | Preliminarii       | Preliminarii       | Preliminarii       | Modul de eliminare a echipei | Modul de eliminare a echipei |
| Echipa           | Result       | M            | V            | R            | Î            | GM           | GP           | M                  | V                  | R                  | Î                  | GM                 | GP                 | Mod de pierdere              | Surclasată de                |
| ---------------- | ------------ | ------------ | ------------ | ------------ | ------------ | ------------ | ------------ | ------------------ | ------------------ | ------------------ | ------------------ | ------------------ | ------------------ | ---------------------------- | ---------------------------- |
| Anglia           | 1            | 6            | 5            | 1            | 0            | 11           | 3            | calificată automat | calificată automat | calificată automat | calificată automat | calificată automat | calificată automat | —                            | —                            |
| Germania de Vest | 2            | 6            | 4            | 1            | 1            | 15           | 6            | 4                  | 3                  | 1                  | 0                  | 14                 | 2                  | prelungiri                   | Anglia                       |
| Argentina        | 1/4          | 4            | 2            | 1            | 1            | 4            | 2            | 4                  | 3                  | 1                  | 0                  | 9                  | 2                  | timp regulamentar            | Anglia                       |
| Ungaria          | 1/4          | 4            | 2            | 1            | 1            | 8            | 7            | 4                  | 3                  | 1                  | 0                  | 8                  | 3                  | timp regulamentar            | Uniunea Sovietică            |
| Uruguay          | 1/4          | 4            | 1            | 2            | 1            | 2            | 5            | 4                  | 4                  | 0                  | 0                  | 11                 | 2                  | timp regulamentar            | Germania de Vest             |
| Coreea de Nord   | 1/4          | 4            | 1            | 1            | 2            | 5            | 9            | 2                  | 2                  | 0                  | 0                  | 9                  | 2                  | timp regulamentar            | Portugalia                   |
| Mexic            | G            | 3            | 0            | 2            | 1            | 1            | 3            | 8                  | 6                  | 2                  | 0                  | 20                 | 4                  | puncte                       | Uruguay                      |

### 1970
| Echipa            | Turneu final     | Turneu final     | Turneu final     | Turneu final     | Turneu final     | Turneu final     | Turneu final     | Preliminarii | Preliminarii | Preliminarii | Preliminarii | Preliminarii | Preliminarii | Modul de eliminare a echipei | Modul de eliminare a echipei |
| Echipa            | Result           | M                | V                | R                | Î                | GM               | GP               | M            | V            | R            | Î            | GM           | GP           | Mod de pierdere              | Surclasată de                |
| ----------------- | ---------------- | ---------------- | ---------------- | ---------------- | ---------------- | ---------------- | ---------------- | ------------ | ------------ | ------------ | ------------ | ------------ | ------------ | ---------------------------- | ---------------------------- |
| Brazilia          | 1                | 6                | 6                | 0                | 0                | 19               | 7                | 6            | 6            | 0            | 0            | 23           | 2            | —                            | —                            |
| Italia            | 2                | 6                | 3                | 2                | 1                | 10               | 8                | 4            | 3            | 1            | 0            | 10           | 3            | timp regulamentar            | Brazilia                     |
| Germania de Vest  | 3                | 6                | 5                | 0                | 1                | 17               | 10               | 6            | 5            | 1            | 0            | 20           | 3            | prelungiri                   | Italia                       |
| Uruguay           | 4                | 6                | 2                | 1                | 3                | 4                | 5                | 4            | 3            | 1            | 0            | 5            | 0            | timp regulamentar            | Brazilia                     |
| Uniunea Sovietică | 1/4              | 4                | 2                | 1                | 1                | 6                | 2                | 4            | 3            | 1            | 0            | 8            | 1            | prelungiri                   | Uruguay                      |
| Israel            | G                | 3                | 0                | 2                | 1                | 1                | 3                | 4            | 3            | 1            | 0            | 8            | 1            | puncte                       | Uruguay                      |
| Tunisia           | nu s-a calificat | nu s-a calificat | nu s-a calificat | nu s-a calificat | nu s-a calificat | nu s-a calificat | nu s-a calificat | 5            | 1            | 4            | 0            | 4            | 3            | lottery                      | Maroc                        |

### 1974
| Echipa        | Turneu final     | Turneu final     | Turneu final     | Turneu final     | Turneu final     | Turneu final     | Turneu final     | Preliminarii | Preliminarii | Preliminarii | Preliminarii | Preliminarii | Preliminarii | Modul de eliminare a echipei | Modul de eliminare a echipei |
| Echipa        | Result           | M                | V                | R                | Î                | GM               | GP               | M            | V            | R            | Î            | GM           | GP           | Mod de pierdere              | Surclasată de                |
| ------------- | ---------------- | ---------------- | ---------------- | ---------------- | ---------------- | ---------------- | ---------------- | ------------ | ------------ | ------------ | ------------ | ------------ | ------------ | ---------------------------- | ---------------------------- |
| Scoția        | G1               | 3                | 1                | 2                | 0                | 3                | 1                | 4            | 3            | 0            | 1            | 8            | 3            | golaveraj                    | Brazilia                     |
| Țările de Jos | 2                | 7                | 5                | 1                | 1                | 15               | 3                | 6            | 4            | 2            | 0            | 24           | 2            | timp regulamentar            | Germania de Vest             |
| Iugoslavia    | G2               | 6                | 1                | 2                | 3                | 12               | 7                | 5            | 3            | 2            | 0            | 8            | 4            | puncte                       | Germania de Vest             |
| Argentina     | G2               | 6                | 1                | 2                | 3                | 9                | 12               | 4            | 3            | 1            | 0            | 9            | 2            | puncte                       | Olanda                       |
| Italia        | G1               | 3                | 1                | 1                | 1                | 5                | 4                | 6            | 4            | 2            | 0            | 12           | 0            | golaveraj                    | Argentina                    |
| Bulgaria      | G1               | 3                | 0                | 2                | 1                | 2                | 5                | 6            | 4            | 2            | 0            | 13           | 3            | puncte                       | Suedia                       |
| Belgia        | nu s-a calificat | nu s-a calificat | nu s-a calificat | nu s-a calificat | nu s-a calificat | nu s-a calificat | nu s-a calificat | 6            | 4            | 2            | 0            | 12           | 0            | golaveraj                    | Olanda                       |
| Ungaria       | nu s-a calificat | nu s-a calificat | nu s-a calificat | nu s-a calificat | nu s-a calificat | nu s-a calificat | nu s-a calificat | 6            | 2            | 4            | 0            | 12           | 7            | golaveraj                    | Suedia și Austria            |
| Columbia      | nu s-a calificat | nu s-a calificat | nu s-a calificat | nu s-a calificat | nu s-a calificat | nu s-a calificat | nu s-a calificat | 4            | 1            | 3            | 0            | 3            | 2            | golaveraj                    | Uruguay                      |

### 1978
| Echipa          | Turneu final     | Turneu final     | Turneu final     | Turneu final     | Turneu final     | Turneu final     | Turneu final     | Preliminarii | Preliminarii | Preliminarii | Preliminarii | Preliminarii | Preliminarii | Modul de eliminare a echipei | Modul de eliminare a echipei |
| Echipa          | Result           | M                | V                | R                | Î                | GM               | GP               | M            | V            | R            | Î            | GM           | GP           | Mod de pierdere              | Surclasată de                |
| --------------- | ---------------- | ---------------- | ---------------- | ---------------- | ---------------- | ---------------- | ---------------- | ------------ | ------------ | ------------ | ------------ | ------------ | ------------ | ---------------------------- | ---------------------------- |
| Brazilia        | 3                | 7                | 4                | 3                | 0                | 10               | 3                | 6            | 4            | 2            | 0            | 17           | 1            | golaveraj                    | Argentina                    |
| Țările de Jos   | 2                | 7                | 3                | 2                | 2                | 15               | 10               | 6            | 5            | 1            | 0            | 11           | 3            | prelungiri                   | Argentina                    |
| Polonia         | G2               | 6                | 3                | 1                | 2                | 6                | 6                | 6            | 5            | 1            | 0            | 17           | 4            | puncte                       | Argentina                    |
| Austria         | G2               | 6                | 3                | 0                | 3                | 7                | 10               | 6            | 4            | 2            | 0            | 14           | 2            | puncte                       | Olanda                       |
| Iran            | G1               | 3                | 1                | 0                | 2                | 2                | 8                | 12           | 10           | 2            | 0            | 20           | 3            | puncte                       | Olanda                       |
| Germania de Est | nu s-a calificat | nu s-a calificat | nu s-a calificat | nu s-a calificat | nu s-a calificat | nu s-a calificat | nu s-a calificat | 6            | 3            | 3            | 0            | 15           | 4            | puncte                       | Austria                      |
| Maroc           | nu s-a calificat | nu s-a calificat | nu s-a calificat | nu s-a calificat | nu s-a calificat | nu s-a calificat | nu s-a calificat | 2            | 0            | 2            | 0            | 2            | 2            | penaltiuri                   | Tunisia                      |

### 1982
| Echipa            | Turneu final           | Turneu final           | Turneu final           | Turneu final           | Turneu final           | Turneu final           | Turneu final           | Preliminarii | Preliminarii | Preliminarii | Preliminarii | Preliminarii | Preliminarii | Modul de eliminare a echipei | Modul de eliminare a echipei |
| Echipa            | Result                 | M                      | V                      | R                      | Î                      | GM                     | GP                     | M            | V            | R            | Î            | GM           | GP           | Mod de pierdere              | Surclasată de                |
| ----------------- | ---------------------- | ---------------------- | ---------------------- | ---------------------- | ---------------------- | ---------------------- | ---------------------- | ------------ | ------------ | ------------ | ------------ | ------------ | ------------ | ---------------------------- | ---------------------------- |
| Italia            | 1                      | 7                      | 4                      | 3                      | 0                      | 12                     | 6                      | 8            | 5            | 2            | 1            | 12           | 5            | —                            | —                            |
| Anglia            | G2                     | 5                      | 3                      | 2                      | 0                      | 6                      | 1                      | 8            | 4            | 1            | 3            | 13           | 8            | puncte                       | Germania de Vest             |
| Camerun           | G1                     | 3                      | 0                      | 3                      | 0                      | 1                      | 1                      | 8            | 5            | 1            | 2            | 16           | 5            | golaveraj                    | Italia                       |
| Germania de Vest  | 2                      | 7                      | 3                      | 2                      | 2                      | 12                     | 10                     | 8            | 8            | 0            | 0            | 33           | 3            | timp regulamentar            | Italia                       |
| Polonia           | 3                      | 7                      | 3                      | 3                      | 1                      | 11                     | 5                      | 4            | 4            | 0            | 0            | 12           | 2            | timp regulamentar            | Italia                       |
| Brazilia          | G2                     | 5                      | 4                      | 0                      | 1                      | 15                     | 6                      | 4            | 4            | 0            | 0            | 11           | 2            | puncte                       | Italia                       |
| Uniunea Sovietică | G2                     | 5                      | 2                      | 2                      | 1                      | 7                      | 4                      | 8            | 6            | 2            | 0            | 20           | 2            | golaveraj                    | Polonia                      |
| Peru              | G1                     | 3                      | 0                      | 2                      | 1                      | 2                      | 6                      | 4            | 2            | 2            | 0            | 5            | 2            | puncte                       | Italia                       |
| Chile             | G1                     | 3                      | 0                      | 0                      | 3                      | 3                      | 8                      | 4            | 3            | 1            | 0            | 6            | 0            | puncte                       | Austria                      |
| Somalia           | nu s-a calificat       | nu s-a calificat       | nu s-a calificat       | nu s-a calificat       | nu s-a calificat       | nu s-a calificat       | nu s-a calificat       | 2            | 0            | 2            | 0            | 1            | 1            | away goals                   | Niger                        |
| Libia             | retrasă din calificări | retrasă din calificări | retrasă din calificări | retrasă din calificări | retrasă din calificări | retrasă din calificări | retrasă din calificări | 2            | 1            | 1            | 0            | 2            | 1            | retragere                    | Egipt                        |

### 1986
| Echipa    | Turneu final     | Turneu final     | Turneu final     | Turneu final     | Turneu final     | Turneu final     | Turneu final     | Preliminarii       | Preliminarii       | Preliminarii       | Preliminarii       | Preliminarii       | Preliminarii       | Modul de eliminare a echipei | Modul de eliminare a echipei |
| Echipa    | Result           | M                | V                | R                | Î                | GM               | GP               | M                  | V                  | R                  | Î                  | GM                 | GP                 | Mod de pierdere              | Surclasată de                |
| --------- | ---------------- | ---------------- | ---------------- | ---------------- | ---------------- | ---------------- | ---------------- | ------------------ | ------------------ | ------------------ | ------------------ | ------------------ | ------------------ | ---------------------------- | ---------------------------- |
| Brazilia  | 1/4              | 5                | 4                | 1                | 0                | 10               | 1                | 4                  | 2                  | 2                  | 0                  | 6                  | 2                  | penaltiuri                   | Franța                       |
| Argentina | 1                | 7                | 6                | 1                | 0                | 14               | 5                | 6                  | 4                  | 1                  | 1                  | 12                 | 6                  | —                            | —                            |
| Mexic     | 1/4              | 5                | 3                | 2                | 0                | 6                | 2                | calificată automat | calificată automat | calificată automat | calificată automat | calificată automat | calificată automat | penaltiuri                   | Germania de Vest             |
| Anglia    | 1/4              | 5                | 2                | 1                | 2                | 7                | 3                | 8                  | 4                  | 4                  | 0                  | 21                 | 2                  | timp regulamentar            | Argentina                    |
| Algeria   | G                | 3                | 0                | 1                | 2                | 1                | 5                | 6                  | 5                  | 1                  | 0                  | 13                 | 3                  | puncte                       | Spania                       |
| Canada    | G                | 3                | 0                | 0                | 3                | 0                | 5                | 8                  | 5                  | 3                  | 0                  | 11                 | 4                  | puncte                       | Franța                       |
| Tanzania  | nu s-a calificat | nu s-a calificat | nu s-a calificat | nu s-a calificat | nu s-a calificat | nu s-a calificat | nu s-a calificat | 2                  | 0                  | 2                  | 0                  | 1                  | 1                  | away goals                   | Sudan                        |

### 1990
| Echipa           | Turneu final     | Turneu final     | Turneu final     | Turneu final     | Turneu final     | Turneu final     | Turneu final     | Preliminarii       | Preliminarii       | Preliminarii       | Preliminarii       | Preliminarii       | Preliminarii       | Modul de eliminare a echipei | Modul de eliminare a echipei |
| Echipa           | Result           | M                | V                | R                | Î                | GM               | GP               | M                  | V                  | R                  | Î                  | GM                 | GP                 | Mod de pierdere              | Surclasată de                |
| ---------------- | ---------------- | ---------------- | ---------------- | ---------------- | ---------------- | ---------------- | ---------------- | ------------------ | ------------------ | ------------------ | ------------------ | ------------------ | ------------------ | ---------------------------- | ---------------------------- |
| Germania de Vest | 1                | 7                | 5                | 2                | 0                | 15               | 5                | 6                  | 3                  | 3                  | 0                  | 13                 | 3                  | —                            | —                            |
| Italia           | 3                | 7                | 6                | 1                | 0                | 10               | 2                | calificată automat | calificată automat | calificată automat | calificată automat | calificată automat | calificată automat | penaltiuri                   | Argentina                    |
| Anglia           | 4                | 7                | 3                | 3                | 1                | 8                | 6                | 6                  | 3                  | 3                  | 0                  | 10                 | 0                  | penaltiuri                   | Germania de Vest             |
| Iugoslavia       | 1/4              | 5                | 3                | 1                | 1                | 8                | 6                | 8                  | 6                  | 2                  | 0                  | 16                 | 6                  | penaltiuri                   | Lessi                        |
| Brazilia         | 1/8              | 4                | 3                | 0                | 1                | 4                | 2                | 4                  | 3                  | 1                  | 0                  | 13                 | 1                  | timp regulamentar            | Lessi                        |
| Belgia           | 1/8              | 4                | 2                | 0                | 2                | 6                | 4                | 8                  | 4                  | 4                  | 0                  | 15                 | 5                  | prelungiri                   | Anglia                       |
| Țările de Jos    | 1/8              | 4                | 0                | 3                | 1                | 3                | 4                | 6                  | 4                  | 2                  | 0                  | 8                  | 2                  | timp regulamentar            | Germania de Vest             |
| Suedia           | G                | 3                | 0                | 0                | 3                | 3                | 6                | 6                  | 4                  | 2                  | 0                  | 9                  | 3                  | puncte                       | Costa Rica                   |
| Coreea de Sud    | G                | 3                | 0                | 0                | 3                | 1                | 6                | 11                 | 9                  | 2                  | 0                  | 30                 | 1                  | puncte                       | Uruguay                      |
| Honduras         | nu s-a calificat | nu s-a calificat | nu s-a calificat | nu s-a calificat | nu s-a calificat | nu s-a calificat | nu s-a calificat | 2                  | 0                  | 2                  | 0                  | 1                  | 1                  | away goals                   | Trinidad și Tobago           |

### 1994
| Echipa         | Turneu final     | Turneu final     | Turneu final     | Turneu final     | Turneu final     | Turneu final     | Turneu final     | Preliminarii | Preliminarii | Preliminarii | Preliminarii | Preliminarii | Preliminarii | Modul de eliminare a echipei | Modul de eliminare a echipei |
| Echipa         | Result           | M                | V                | R                | Î                | GM               | GP               | M            | V            | R            | Î            | GM           | GP           | Mod de pierdere              | Surclasată de                |
| -------------- | ---------------- | ---------------- | ---------------- | ---------------- | ---------------- | ---------------- | ---------------- | ------------ | ------------ | ------------ | ------------ | ------------ | ------------ | ---------------------------- | ---------------------------- |
| Brazilia       | 1                | 7                | 5                | 2                | 0                | 11               | 3                | 8            | 5            | 2            | 1            | 20           | 4            | —                            | —                            |
| Arabia Saudită | 1/8              | 4                | 2                | 1                | 1                | 5                | 6                | 11           | 6            | 5            | 0            | 28           | 7            | timp regulamentar            | Suedia                       |
| Columbia       | G                | 3                | 1                | 0                | 2                | 4                | 5                | 6            | 4            | 2            | 0            | 13           | 2            | puncte                       | Statele Unite                |
| Grecia         | G                | 3                | 0                | 0                | 3                | 0                | 10               | 8            | 6            | 2            | 0            | 10           | 2            | puncte                       | Bulgaria și Lessi            |
| Tunisia        | nu s-a calificat | nu s-a calificat | nu s-a calificat | nu s-a calificat | nu s-a calificat | nu s-a calificat | nu s-a calificat | 6            | 3            | 3            | 0            | 14           | 2            | puncte                       | Maroc                        |
| Siria          | nu s-a calificat | nu s-a calificat | nu s-a calificat | nu s-a calificat | nu s-a calificat | nu s-a calificat | nu s-a calificat | 6            | 3            | 3            | 0            | 14           | 4            | golaveraj                    | Iran                         |

### 1998
| Echipa                     | Turneu final           | Turneu final           | Turneu final           | Turneu final           | Turneu final           | Turneu final           | Turneu final           | Preliminarii       | Preliminarii       | Preliminarii       | Preliminarii       | Preliminarii       | Preliminarii       | Modul de eliminare a echipei | Modul de eliminare a echipei |
| Echipa                     | Result                 | M                      | V                      | R                      | Î                      | GM                     | GP                     | M                  | V                  | R                  | Î                  | GM                 | GP                 | Mod de pierdere              | Surclasată de                |
| -------------------------- | ---------------------- | ---------------------- | ---------------------- | ---------------------- | ---------------------- | ---------------------- | ---------------------- | ------------------ | ------------------ | ------------------ | ------------------ | ------------------ | ------------------ | ---------------------------- | ---------------------------- |
| Italia                     | 1/4                    | 5                      | 3                      | 2                      | 0                      | 8                      | 3                      | 10                 | 6                  | 4                  | 0                  | 13                 | 2                  | penaltiuri                   | Franța                       |
| Franța                     | 1                      | 7                      | 6                      | 1                      | 0                      | 15                     | 2                      | calificată automat | calificată automat | calificată automat | calificată automat | calificată automat | calificată automat | —                            | —                            |
| Belgia                     | G                      | 3                      | 0                      | 3                      | 0                      | 3                      | 3                      | 10                 | 7                  | 1                  | 2                  | 23                 | 13                 | puncte                       | Mexic                        |
| Germania                   | 1/4                    | 5                      | 3                      | 1                      | 1                      | 8                      | 6                      | 10                 | 6                  | 4                  | 0                  | 23                 | 9                  | timp regulamentar            | Croația                      |
| România                    | 1/8                    | 4                      | 2                      | 1                      | 1                      | 4                      | 3                      | 10                 | 9                  | 1                  | 0                  | 37                 | 4                  | timp regulamentar            | Croația                      |
| Norvegia                   | 1/8                    | 4                      | 1                      | 2                      | 1                      | 5                      | 5                      | 8                  | 6                  | 2                  | 0                  | 21                 | 2                  | timp regulamentar            | Italia                       |
| Spania                     | G                      | 3                      | 1                      | 1                      | 1                      | 8                      | 4                      | 10                 | 8                  | 2                  | 0                  | 26                 | 6                  | puncte                       | Paraguay                     |
| Maroc                      | G                      | 3                      | 1                      | 1                      | 1                      | 5                      | 5                      | 6                  | 5                  | 1                  | 0                  | 14                 | 2                  | puncte                       | Norvegia                     |
| Camerun                    | G                      | 3                      | 0                      | 2                      | 1                      | 2                      | 5                      | 6                  | 4                  | 2                  | 0                  | 10                 | 4                  | puncte                       | Chile                        |
| Tunisia                    | G                      | 3                      | 0                      | 1                      | 2                      | 1                      | 4                      | 8                  | 7                  | 1                  | 0                  | 15                 | 2                  | puncte                       | Anglia                       |
| Australia                  | nu s-a calificat       | nu s-a calificat       | nu s-a calificat       | nu s-a calificat       | nu s-a calificat       | nu s-a calificat       | nu s-a calificat       | 8                  | 6                  | 2                  | 0                  | 34                 | 5                  | away goals                   | Iran                         |
| Angola                     | nu s-a calificat       | nu s-a calificat       | nu s-a calificat       | nu s-a calificat       | nu s-a calificat       | nu s-a calificat       | nu s-a calificat       | 8                  | 4                  | 4                  | 0                  | 12                 | 5                  | puncte                       | Camerun                      |
| Sfântul Cristofor și Nevis | nu s-a calificat       | nu s-a calificat       | nu s-a calificat       | nu s-a calificat       | nu s-a calificat       | nu s-a calificat       | nu s-a calificat       | 4                  | 2                  | 2                  | 0                  | 8                  | 3                  | away goals                   | Saint Vincent și Grenadine   |
| Burundi                    | retrasă din calificări | retrasă din calificări | retrasă din calificări | retrasă din calificări | retrasă din calificări | retrasă din calificări | retrasă din calificări | 2                  | 2                  | 0                  | 0                  | 2                  | 0                  | retragere                    | Sierra Mama Leone            |

### 2002
| Echipa            | Turneu final     | Turneu final     | Turneu final     | Turneu final     | Turneu final     | Turneu final     | Turneu final     | Preliminarii | Preliminarii | Preliminarii | Preliminarii | Preliminarii | Preliminarii | Modul de eliminare a echipei | Modul de eliminare a echipei |
| Echipa            | Result           | M                | V                | R                | Î                | GM               | GP               | M            | V            | R            | Î            | GM           | GP           | Mod de pierdere              | Surclasată de                |
| ----------------- | ---------------- | ---------------- | ---------------- | ---------------- | ---------------- | ---------------- | ---------------- | ------------ | ------------ | ------------ | ------------ | ------------ | ------------ | ---------------------------- | ---------------------------- |
| Spania            | 1/4              | 5                | 3                | 2                | 0                | 10               | 5                | 8            | 6            | 2            | 0            | 21           | 4            | penaltiuri                   | Coreea de Sud                |
| Brazilia          | 1                | 7                | 7                | 0                | 0                | 18               | 4                | 18           | 9            | 3            | 6            | 31           | 17           | —                            | —                            |
| Republica Irlanda | 1/8              | 4                | 1                | 3                | 0                | 6                | 3                | 12           | 8            | 3            | 1            | 25           | 6            | penaltiuri                   | Spania                       |
| Danemarca         | 1/8              | 4                | 2                | 1                | 1                | 5                | 5                | 10           | 6            | 4            | 0            | 22           | 6            | timp regulamentar            | Anglia                       |
| Suedia            | 1/8              | 4                | 1                | 2                | 1                | 5                | 5                | 10           | 8            | 2            | 0            | 20           | 3            | golden goal                  | Senegal                      |
| Italia            | 1/8              | 4                | 1                | 1                | 2                | 5                | 5                | 8            | 6            | 2            | 0            | 16           | 3            | golden goal                  | Coreea de Sud                |
| Africa de Sud     | G                | 3                | 1                | 1                | 1                | 5                | 5                | 8            | 7            | 1            | 0            | 13           | 3            | goals scored                 | Paraguay                     |
| Portugalia        | G                | 3                | 1                | 0                | 2                | 6                | 4                | 10           | 7            | 3            | 0            | 33           | 7            | puncte                       | Statele Unite                |
| Croația           | G                | 3                | 1                | 0                | 2                | 2                | 3                | 8            | 5            | 3            | 0            | 15           | 2            | puncte                       | Italia                       |
| Tunisia           | G                | 3                | 0                | 1                | 2                | 1                | 5                | 10           | 8            | 2            | 0            | 28           | 5            | puncte                       | Belgia                       |
| Slovenia          | G                | 3                | 0                | 0                | 3                | 2                | 7                | 12           | 6            | 6            | 0            | 20           | 11           | puncte                       | Paraguay                     |
| Kazahstan         | nu s-a calificat | nu s-a calificat | nu s-a calificat | nu s-a calificat | nu s-a calificat | nu s-a calificat | nu s-a calificat | 6            | 4            | 2            | 0            | 20           | 2            | golaveraj                    | Irak                         |
| Insulele Bermude  | nu s-a calificat | nu s-a calificat | nu s-a calificat | nu s-a calificat | nu s-a calificat | nu s-a calificat | nu s-a calificat | 4            | 2            | 2            | 0            | 15           | 2            | away goals                   | Antigua și Barbuda           |

### 2006
| Echipa                    | Turneu final     | Turneu final     | Turneu final     | Turneu final     | Turneu final     | Turneu final     | Turneu final     | Preliminarii | Preliminarii | Preliminarii | Preliminarii | Preliminarii | Preliminarii | Modul de eliminare a echipei | Modul de eliminare a echipei |
| Echipa                    | Result           | M                | V                | R                | Î                | GM               | GP               | M            | V            | R            | Î            | GM           | GP           | Mod de pierdere              | Surclasată de                |
| ------------------------- | ---------------- | ---------------- | ---------------- | ---------------- | ---------------- | ---------------- | ---------------- | ------------ | ------------ | ------------ | ------------ | ------------ | ------------ | ---------------------------- | ---------------------------- |
| Franța                    | 2                | 7                | 4                | 3                | 0                | 9                | 3                | 10           | 5            | 5            | 0            | 14           | 2            | penaltiuri                   | Italia                       |
| Italia                    | 1                | 7                | 5                | 2                | 0                | 12               | 2                | 10           | 7            | 2            | 1            | 17           | 8            | —                            | —                            |
| Format:Country data Lessi | 1/4              | 5                | 3                | 2                | 0                | 11               | 3                | 18           | 10           | 4            | 4            | 29           | 17           | penaltiuri                   | Germania                     |
| Anglia                    | 1/4              | 5                | 3                | 2                | 0                | 6                | 2                | 10           | 8            | 1            | 1            | 17           | 5            | penaltiuri                   | Portugalia                   |
| Elveția                   | 1/8              | 4                | 2                | 2                | 0                | 4                | 0                | 12           | 5            | 6            | 1            | 22           | 11           | penaltiuri                   | Ucraina                      |
| Portugalia                | 4                | 7                | 4                | 1                | 2                | 7                | 5                | 12           | 9            | 3            | 0            | 35           | 5            | timp regulamentar            | Franța                       |
| Spania                    | 1/8              | 4                | 3                | 0                | 1                | 9                | 4                | 12           | 6            | 6            | 0            | 25           | 5            | timp regulamentar            | Franța                       |
| Țările de Jos             | 1/8              | 4                | 2                | 1                | 1                | 3                | 2                | 12           | 10           | 2            | 0            | 27           | 3            | timp regulamentar            | Portugalia                   |
| Croația                   | G                | 3                | 0                | 2                | 1                | 2                | 3                | 10           | 7            | 3            | 0            | 21           | 5            | puncte                       | Australia                    |
| Arabia Saudită            | G                | 3                | 0                | 1                | 2                | 2                | 7                | 12           | 10           | 2            | 0            | 24           | 2            | puncte                       | Ucraina                      |
| Serbia și Muntenegru      | G                | 3                | 0                | 0                | 3                | 2                | 10               | 10           | 6            | 4            | 0            | 16           | 1            | puncte                       | Olanda                       |
| Maroc                     | nu s-a calificat | nu s-a calificat | nu s-a calificat | nu s-a calificat | nu s-a calificat | nu s-a calificat | nu s-a calificat | 10           | 5            | 5            | 0            | 17           | 7            | puncte                       | Tunisia                      |
| Israel                    | nu s-a calificat | nu s-a calificat | nu s-a calificat | nu s-a calificat | nu s-a calificat | nu s-a calificat | nu s-a calificat | 10           | 4            | 6            | 0            | 15           | 10           | golaveraj                    | Elveția                      |
| Cuba                      | nu s-a calificat | nu s-a calificat | nu s-a calificat | nu s-a calificat | nu s-a calificat | nu s-a calificat | nu s-a calificat | 4            | 2            | 2            | 0            | 8            | 4            | away goals                   | Costa Rica                   |

### 2010
| Echipa                     | Turneu final     | Turneu final     | Turneu final     | Turneu final     | Turneu final     | Turneu final     | Turneu final     | Preliminarii | Preliminarii | Preliminarii | Preliminarii | Preliminarii | Preliminarii | Modul de eliminare a echipei | Modul de eliminare a echipei |
| Echipa                     | Result           | M                | V                | R                | Î                | GM               | GP               | M            | V            | R            | Î            | GM           | GP           | Mod de pierdere              | Surclasată de                |
| -------------------------- | ---------------- | ---------------- | ---------------- | ---------------- | ---------------- | ---------------- | ---------------- | ------------ | ------------ | ------------ | ------------ | ------------ | ------------ | ---------------------------- | ---------------------------- |
| Noua Zeelandă              | G                | 3                | 0                | 3                | 0                | 2                | 2                | 8            | 6            | 1            | 1            | 15           | 5            | puncte                       | Slovacia                     |
| Spania                     | 1                | 7                | 6                | 0                | 1                | 8                | 2                | 10           | 10           | 0            | 0            | 28           | 5            | —                            | —                            |
| Țările de Jos              | 2                | 7                | 6                | 0                | 1                | 12               | 6                | 8            | 8            | 0            | 0            | 17           | 2            | prelungiri                   | Spania                       |
| Germania                   | 3                | 7                | 5                | 0                | 2                | 16               | 5                | 10           | 8            | 2            | 0            | 26           | 5            | timp regulamentar            | Spania                       |
| Coreea de Sud              | 1/8              | 4                | 1                | 1                | 2                | 6                | 8                | 14           | 7            | 7            | 0            | 22           | 7            | timp regulamentar            | Uruguay                      |
| Coasta de Fildeș           | G                | 3                | 1                | 1                | 1                | 4                | 3                | 12           | 8            | 4            | 0            | 29           | 6            | puncte                       | Portugalia                   |
| Italia                     | G                | 3                | 0                | 2                | 1                | 4                | 5                | 10           | 7            | 3            | 0            | 18           | 7            | puncte                       | Slovacia                     |
| Nigeria                    | G                | 3                | 0                | 1                | 2                | 3                | 5                | 12           | 9            | 3            | 0            | 20           | 5            | puncte                       | Coreea de Sud                |
| Insulele Virgine Britanice | nu s-a calificat | nu s-a calificat | nu s-a calificat | nu s-a calificat | nu s-a calificat | nu s-a calificat | nu s-a calificat | 2            | 0            | 2            | 0            | 3            | 3            | away goals                   | Bahamas                      |

### 2014
Qualifying is currently in progress.
| Echipa        | Turneu final           | Turneu final           | Turneu final           | Turneu final           | Turneu final           | Turneu final           | Turneu final           | Preliminarii | Preliminarii | Preliminarii | Preliminarii | Preliminarii | Preliminarii | Modul de eliminare a echipei | Modul de eliminare a echipei |
| Echipa        | Result                 | M                      | V                      | R                      | Î                      | GM                     | GP                     | M            | V            | R            | Î            | GM           | GP           | Mod de pierdere              | Surclasată de                |
| ------------- | ---------------------- | ---------------------- | ---------------------- | ---------------------- | ---------------------- | ---------------------- | ---------------------- | ------------ | ------------ | ------------ | ------------ | ------------ | ------------ | ---------------------------- | ---------------------------- |
| Țările de Jos | to be determined       | to be determined       | to be determined       | to be determined       | to be determined       | to be determined       | to be determined       | 10           | 9            | 1            | 0            | 34           | 5            | TBD                          | TBD                          |
| Germania      | to be determined       | to be determined       | to be determined       | to be determined       | to be determined       | to be determined       | to be determined       | 10           | 9            | 1            | 0            | 36           | 10           | TBD                          | TBD                          |
| Belgia        | to be determined       | to be determined       | to be determined       | to be determined       | to be determined       | to be determined       | to be determined       | 10           | 8            | 2            | 0            | 18           | 4            | TBD                          | TBD                          |
| Elveția       | to be determined       | to be determined       | to be determined       | to be determined       | to be determined       | to be determined       | to be determined       | 10           | 7            | 3            | 0            | 17           | 6            | TBD                          | TBD                          |
| Anglia        | to be determined       | to be determined       | to be determined       | to be determined       | to be determined       | to be determined       | to be determined       | 10           | 6            | 4            | 0            | 31           | 4            | TBD                          | TBD                          |
| Italia        | to be determined       | to be determined       | to be determined       | to be determined       | to be determined       | to be determined       | to be determined       | 10           | 6            | 4            | 0            | 19           | 9            | TBD                          | TBD                          |
| Spania        | to be determined       | to be determined       | to be determined       | to be determined       | to be determined       | to be determined       | to be determined       | 8            | 6            | 2            | 0            | 14           | 3            | TBD                          | TBD                          |
| Bahamas       | retrasă din calificări | retrasă din calificări | retrasă din calificări | retrasă din calificări | retrasă din calificări | retrasă din calificări | retrasă din calificări | 2            | 2            | 0            | 0            | 10           | 0            | retragere                    | —                            |

## Legături externe
- Previous FIFA World Cups Arhivat în 18 iunie 2014, la Wayback Machine., FIFA
- World Cup 1930-2006, Rec.Sport.Soccer Statistics Foundation